# 大和町立吉岡小学校
大和町立吉岡小学校（たいわちょうりつ よしおかしょうがっこう）は、宮城県黒川郡大和町にある公立小学校である。昭和30年の町村合併で誕生した大和町の人口の過半数が集中する区域に立地する。

## 沿革
- 1873年（明治6年5月） - 第7大学区宮城県管内第1中学校区黒川郡第44小学校区吉岡小学校として開校。
- 1930年（昭和5年12月） - 講堂新築（現在の大和町武道館）。
- 1955年（昭和30年4月） - 町村合併により、大和町立吉岡小学校と改称。
- 1973年（昭和48年3月） - 新校舎落成。
- 1984年（昭和59年7月） - 水泳プールを建て替え。
- 1994年（平成6年11月） - 杉並国民学校の卒業生が、学童疎開50周年記念で来校。
- 2003年（平成15年11月） - 杉並区立杉並第三小学校卒業生が来校して授業を提供。
- 2006年（平成18年3月） - 増築校舎が完成。
- 2012年（平成24年3月） - 屋外プール大規模改修。
- 2014年（平成26年3月） - 自転車小屋増設。

## 教育目標
めざす児童像・・・やさしくたくましく学ぶ子

## 学区
- 吉岡の全区域
- 吉岡東一丁目の全区域
- 吉岡東二丁目の全区域
- 吉岡東三丁目の全区域
- 吉岡南一丁目の全区域
- 吉岡南二丁目の全区域
- 吉岡南三丁目の全区域
- 宮床の上綱木、綱木、綱木向
- 吉田の山の神14番地の1、上入生田前、上入生田裏、川端、瘤屋敷、下入生田、八反田、畑中、宮口、清水、八反田東、新宮口、新入生田、新川端、新畑中、新入生田前、新瘤屋敷、上高田、上五福院、南谷地、〆切、橋本、要害川原、北谷地、中要害、南要害、南五福院、綱木、中谷地、西風、下原、檜木川原、上檜木、中檜木、腰廻上、腰廻下、小原、檜木、下檜木、西五福院、高田、高田東、北要害、南高田、新南谷地、新要害、新五福院上、新五福院下、東五福院、高田西、新小原
- 落合舞野の一ノ坪、仲千刈、上舞野西、上舞野裏、横名、済兵衛、仲江、上舞野東、石橋、原、沼田、南中江東、大所、渋井、下中川南、上中川東、仲川、原添、舞台、河原田、粕崎、鼡屋、中坪、仁和多利、北川原、大横手西、下舞野、大横手、新北河原
- 落合蒜袋の作田、古川一番、新古川
- まいの一丁目の全区域[2]

## 卒業生の進路
公立中学校の場合
- 大和町立大和中学校

## アクセス
- 東北自動車道大和ICから車で約10分